# Courier-IMAP
Courier-IMAP – program pełniący funkcję serwera IMAP. Jest jednym z najczęściej używanych serwerów IMAP obsługujących skrzynki pocztowe w formacie Maildir. Rozpowszechniany jest jako samodzielny program albo wchodzi w skład pakietu pocztowego Courier-MTA. Dostępny jest na licencji GNU.